# Sporobolus salsus
Sporobolus salsus är en gräsart som beskrevs av Carl Christian Mez. Sporobolus salsus ingår i släktet droppgräs, och familjen gräs. Inga underarter finns listade i Catalogue of Life.